# American Girls 6 : Confrontation mondiale
Série American Girls
Que la meilleure gagne !
(2009) Bring It On: Cheer or Die (en)
(2022)
Pour plus de détails, voir Fiche technique et Distribution.
American Girls 6 : Confrontation mondiale, ou Le Tout pour le tout : La Grande Compétition au Québec, (Bring It On: Worldwide Cheersmack) est un film américain réalisé par Robert Adetuyi, sorti le 29 août 2017 aux États-Unis et directement en DVD en France le 19 septembre 2017,.

## Synopsis
Destiny, la capitaine de l'équipe de pompom girls "les Rebels", est confrontée à un groupe rival appelé "La vérité" qui veut la détruire Destiny et son équipe. Elle doit faire face à ce dilemme et prendre conscience des atouts de ses amis.

## Fiche technique
- Titre : American Girls 6 : Confrontation mondiale
- Titre original : Bring It On: Worldwide Cheersmack
- Réalisation : Robert Adetuyi
- Scénario : Alyson Fouse
- Production :
- Société de production : Universal 1440 Entertainment
- Montage : Richard Starkey
- Pays d'origine :  États-Unis
- Format : couleurs - 1,85:1 - DTS / Dolby Digital / SDDS - 35 mm
- Genre : comédie
- Durée : 95 minutes
- Dates de sortie :  États-Unis : 29 août 2017 -  France : 19 septembre 2018 (direcetement en DVD)

## Distribution
- Cristine Prosperi : Destiny
- Sophie Vavasseur : Hannah
- Jordan Rodrigues : Blake
- Vivica A. Fox : Cheer Goddess
- Gia Re : Willow
- Natalie Walsh : Roxanne

## SagaAmerican Girls
- 2000 : American Girls, de Peyton Reed
- 2004 : American Girls 2, de Damon Santostefano
- 2006 : American Girls 3, de Steve Rash
- 2007 : American Girls 4, de Steve Rash
- 2008 : American Girls 5, de Bille Woodruff
- 2022 : American Girls 7, de Karen Lam